# Peltanthera
Peltanthera är ett släkte av tvåhjärtbladiga växter. Peltanthera ingår i familjen Peltantheraceae.
Peltanthera är enda släktet i familjen Peltantheraceae.
Kladogram enligt Catalogue of Life:
| Peltanthera | \| \| Peltanthera costaricensis \| \| \| \| \| \| Peltanthera floribunda \| \| \| \| |
|             | \| \| Peltanthera costaricensis \| \| \| \| \| \| Peltanthera floribunda \| \| \| \| |
|             | Peltanthera costaricensis                                                            |
|             |                                                                                      |
|             | Peltanthera floribunda                                                               |
|             |                                                                                      |